# Jeri Ryan
Jeri Ryan (ur. 22 lutego 1968 w Monachium) – amerykańska aktorka. 

## Życiorys
Jej ojciec był oficerem armii. Po objechaniu prawie całych Stanów Zjednoczonych jej rodzina osiedliła się w Paducah w stanie Kentucky. Szkołę średnią ukończyła z ósmą lokatą pod względem średniej ocen. Następnie kontynuowała edukację na Northwestern University w Evanston w stanie Illinois, studiując sztuki teatralne. Obecnie pracuje jako aktorka. Najbardziej znana jest z seriali telewizyjnych Star Trek: Voyager, gdzie grała rolę Siedem z Dziewięciu, oraz Boston Public, w którym wcielała się w postać bostońskiej nauczycielki Ronnie Cooke.

## Wybrana filmografia
- 1997–2001: Star Trek: Voyager jako Siedem z dziewięciu
- 2000: Dracula 2000 jako Valerie Sharpe
- 2010: Ostateczny termin (Dead Lines) jako Sophie Fyne; film telewizyjny
- 2011: Mortal Kombat: Legacy jako Sonya Blade
- 2020: Star Trek: Picard jako Siedem z dziewięciu[1]